# Pont del Molí de les Pipes
El Pont del Molí de les Pipes és una obra romànica d'Arbúcies (Selva) inclosa a l'Inventari del Patrimoni Arquitectònic de Catalunya. Es troba al trencall que surt de la crtra. d'Arbúcies a Viladrau a l'alçada del km. 2 al costat del Molí de les Pipes.

## Descripció
Es tracta d'un Pont romànic de pedra rejuntada amb morter, amb arcada de mig punt, d'un sol ull sobre la riera d'Arbúcies. És un pont estret, de petites dimensions, la qual cosa només permet el pas a peu.
A la part inferior encara s'observen les marques de l'encofrat per a muntar la volta. Els dos pilars que el sostenten són de forma rectangular i es troben fonamentats directament sobre la roca. El terra està inclinat en dues vessants.
Era un pont per a matxos de bast que inicialment no tenia escaletes, era pla, i les escales s'hi van construir per a facilitar l'accés a peu cap a la font de les pipes.

## Història
El casal del Molí de les Pipes ja surt documentat com a molí del Congost el 1313, tot i que l'actual edifici sembla que fou construït al segle xv. El pont és també d'època medieval probablement molt més anterior a l'edifici. Tot i que no hi ha documents que en facin referència se li dona una cronologia del segle xi.
Tenia una certa importància en la xarxa de comunicacions locals, doncs per aquest sector passaven diversos camins: l'antic camí de Lliors i de Sant Marçal, i la carrerada transhumant en direcció a coll de Ravell.